# Joe Beckwith
Thomas Joseph Beckwith (Opelika, Alabama; 28 de enero de 1955-22 de mayo de 2021) fue un beisbolista estadounidense que jugó para Los Angeles Dodgers y los Kansas City Royals.

## Primeros años
Beckwith nació en Opelika pero se crio en Auburn (Alabama), donde jugó para Auburn High School y para la Universidad de Auburn. Su padre, Bill, fue gerente de taquilla en la Universidad de Auburn durante mucho tiempo. En 1975, jugó béisbol universitario de verano con los Cotuit Kettleers de la Cape Cod Baseball League.

## Carrera profesional
En las Grandes Ligas, Beckwith jugó para dos equipos en su carrera: Los Angeles Dodgers (1979 - 1983, 1986) y Kansas City Royals (1984 - 1985). Beckwith hizo su debut en las Grandes Ligas el 21 de julio de 1979 y jugó su último partido el 30 de septiembre de 1986.
Beckwith fue miembro del equipo de los Royals cuando se ganó la Serie Mundial en 1985 y miembro de los Dodgers cuando se ganó la Serie Mundial en 1981.
Se convirtió en el primer joven de Auburn en ser incluido en el Salón de la Fama del Deporte de Alabama en 2004.

## Fallecimiento
Falleció el 22 de mayo de 2021 a los 66 años de edad a causa de un cáncer colorrectal que padecía desde hacía dos años.